# Антирезонанс

Антирезонанс — особливий випадок резонансу, динамічне явище в коливальних системах, наприклад, в акустиці або електроніці.

## Антирезонанс в акустиці
При артикуляції деяких звуків виникають умови, які приводять до появи так званих антирезонансів. Антирезонанс мовного тракту, як це випливає з назви, робить на коливання джерела звуку вплив, протилежне впливу резонансів. Вони різко послаблюють амплітуду складових з частотами, близьких власній частоті антирезонанса, що виражається в утворенні глибоких (до нуля) мінімумів в передавальній функції мовного тракту або в сильному придушенні близьких резонансних частот.

## Антирезонанс в механіці
При деяких умовах, для системи з двох тіл, з'єднаних пружиною один з одним і з нерухомою опорою, тіло, до якого прикладається збудлива сила, залишається нерухомим. Це явище називається антирезонанс в механіці. Явище антирезонанса в механіці використовується в динамічних гасителях коливань.